# Puelén
Puelén é um município da província de La Pampa, na Argentina.